# Alexander Lasarewitsch Lokschin

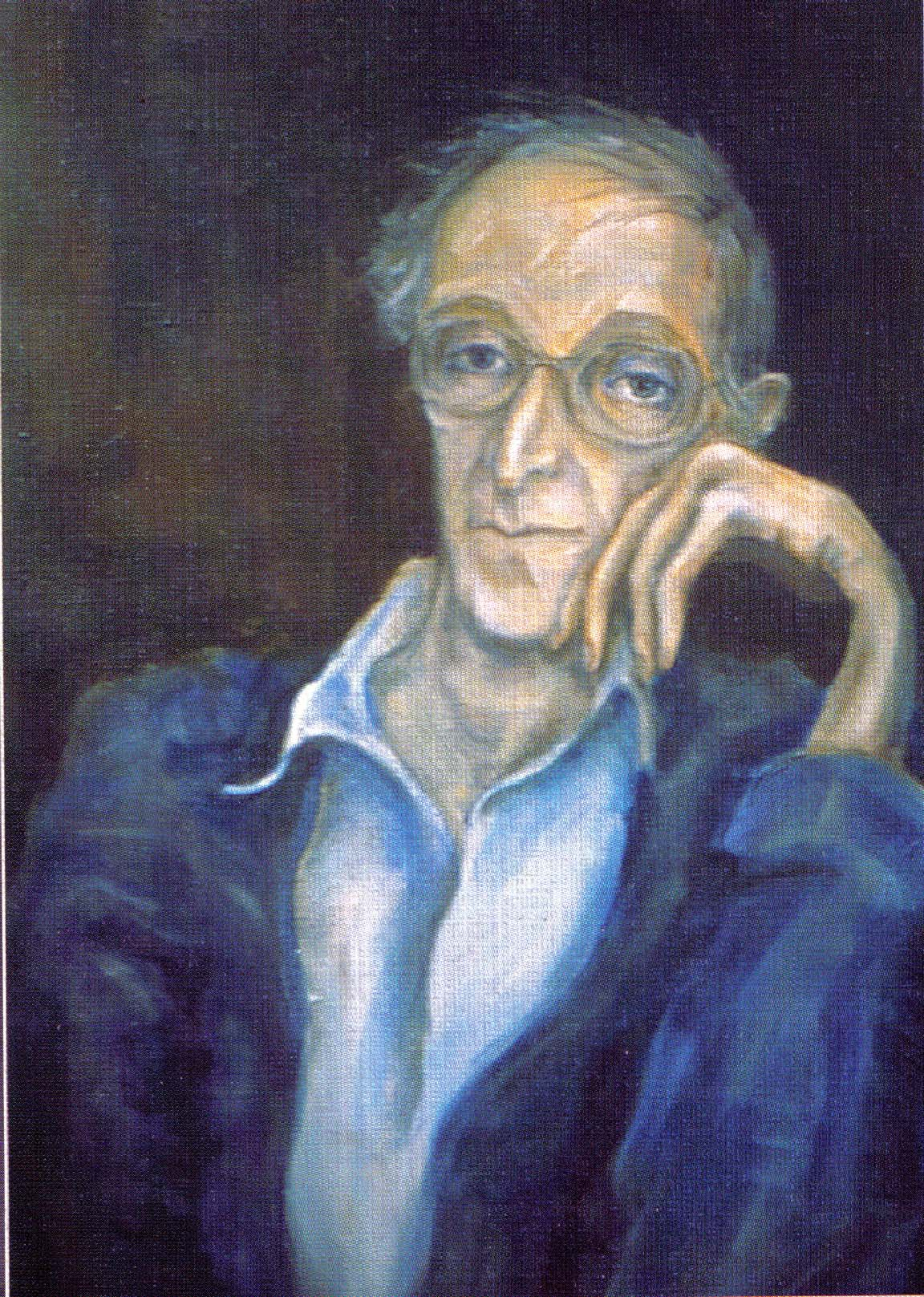
Alexander Lokschin, Porträt von Tatjana Apraksina, 1987

Alexander Lasarewitsch Lokschin (russisch Александр Лазаревич Локшин; * 19. September 1920 in Bijsk; † 11. Juni 1987 in Moskau) war ein russischer Komponist.

## Leben
Alexander Lokschin, dessen Eltern baltisch-jüdischer Herkunft waren, begann als Sechsjähriger mit dem Klavierspiel. Ab 1930 besuchte er die Musikschule in Nowosibirsk, wohin die Familie übersiedelte, nachdem sein Vater seinen kleinen Grundbesitz nebst Viehzucht durch Verstaatlichung verloren hatte. Klavierlehrer wurde Alexej Stein, nach Sibirien verbannter ehemaliger Professor des Petersburger Konservatoriums. Ab 1936 studierte Lokschin an der dem Moskauer Konservatorium angeschlossenen Musikfachschule und wurde nach Absolvierung der Aufnahmeprüfung zum Konservatorium bei dessen Direktor Heinrich Neuhaus persönlich 1937 direkt ins zweite Jahr der Kompositionsklasse von Nikolai Miaskowsky aufgenommen. Seine Abschlussarbeit, das vokalsinfonische Poem „Les fleurs du mal“ auf Gedichte von Charles Baudelaire missfiel der politischen Zensur wegen des als westlich-dekadent geltenden Sujets. Lokschin wurde daher 1941 trotz Fürsprache Miaskowskys nicht zum Examen zugelassen.
Im Zweiten Weltkrieg leistete Lokschin kurzzeitig Kriegsdienst in der Roten Armee, wurde krankheitshalber entlassen, arbeitete als Flakhelfer und kehrte nach Nowosibirsk zurück, wo er in einer Militärkapelle mitwirkte. 1944 konnte er nach erfolgreicher Aufführung eines vokalsinfonischen Werks durch Jewgeni Mrawinski und die Leningrader Philharmoniker, die nach Nowosibirsk evakuiert worden waren, sein Kompositionsstudium in Moskau doch noch abschließen. 1945 bis 1948 arbeitete Lokschin als Lektor für Instrumentierung am Moskauer Konservatorium. 1948 musste sich Lokschin einer Magenresektion unterziehen. Kurz darauf fiel er erneut in Ungnade stalinistischer Kulturpolitik und wurde vom Konservatorium suspendiert, da er westlich orientierte Musik von Komponisten wie Gustav Mahler, Alban Berg, Igor Strawinski und Dmitri Schostakowitsch behandelt hatte. 
Lokschin kehrte wieder nach Sibirien zurück und bestritt seinen Unterhalt als freischaffender Komponist hauptsächlich durch Filmmusiken. Seine „ernsten“ Kompositionen wurden trotz Anerkennung durch international renommierte Komponistenkollegen wie Schostakowitsch und Tischtschenko oder Dirigenten wie Mrawinski und Barschai (der sechs der elf Sinfonien Lokschins zur Uraufführung brachte) zu seinen Lebzeiten kaum aufgeführt, teilweise auch erst postum. Nach Stalins Tod bewirkte die – unzutreffende – Behauptung des Dissidenten Alexander Jessenin-Wolpin, Lokschin sei als KGB-Agent schuld an seiner Verhaftung gewesen, eine erhebliche Diskreditierung Lokschins auch in Künstlerkreisen.

## Werk
Alexander Lokschin hinterließ 11 Sinfonien, die sämtlich – bis auf die 4. Sinfonie „Sinfonia stretta“ von 1968 – auch Vokalstimmen einbeziehen. Die Textwahl stand dabei oft in starkem Gegensatz zur offiziellen Staatsideologie. Die 1. Sinfonie mit dem lateinischen Requiemtext (1957; 1967 mit einem umgeschriebenen russischen Text versehen) galt als religiöse Propaganda und erklang in der Originalfassung erst nach Lokschins Tod 1988 im englischen Poole. Die Sinfonie Nr. 3 (1966) benutzt Verse aus Gedichten von Rudyard Kipling. Zu Beginn erklingen die ersten beiden Strophen des Song of the Dead. Es folgt die erste Ballade Danny Deever aus den Barrack Room Ballads, die den Morgen der Hinrichtung des Soldaten Danny Deever beschreibt. Anschließend besingt das Gedicht Boots den Marsch der Infanterie-Kolonne. Die Sinfonie schließt mit dem Lied Mother O'Mine und weiteren Versen aus dem Song of the Dead.
Die Sinfonie Nr. 7 (1972) benutzt Verse klassischer japanischer Dichter. Die Sinfonie Nr. 10 (1976) baut auf Verse von Nikolai Sabolozki auf. Die 11. Sinfonie entstand 1976. Im gleichen Jahr wurde seine 9. Sinfonie auf Gedichte von Leonid Martinov in Russland uraufgeführt, um dort anschließend auf den Index gesetzt zu werden.
Ferner schrieb er Orchestersuiten, Kantaten und Kammermusik (darunter 3 Quintette). In seiner dem Expressionismus nahestehenden Musik sah sich Lokschin selbst ab 1957 stark durch Franz Schubert, Johannes Brahms, Alban Berg und Gustav Mahler beeinflusst. Margaretes Lieder (1973) nach Versen aus Goethes Faust wurden von Boris Pasternak übersetzt. 1983 vertonte Lokschin drei Gedichte von Fjodor Sologub.
Rudolf Barschai äußerte 1989, zwei Jahre nach dem Tod Lokschins: „Für mich ist Lokschin einer der größten Komponisten unseres Jahrhunderts. Seine Zeit kommt jetzt, und es ist die Sache von uns Musikern, uns dafür einzusetzen, dass seine Werke gebührend gespielt werden“.